# Drapeau de la Mongolie
Le drapeau de la Mongolie est le drapeau national de la Mongolie. Il a été adopté en 1992. Il est composé de trois bandes verticales égales, deux bandes rouges entourant une bleue (couleur du ciel et couleur nationale). Le Sayambo ou Soyombo jaune sur la gauche est un vieux symbole mongol, qui représente, de haut en bas, le feu, la terre, l'eau, le soleil, la lune et le yin-yang. Il aurait été créé par le moine Zanabazar en 1686 en tant que caractère de son écriture.
Jusqu'en 1992, le drapeau comportait en plus une étoile, symbole du communisme.

## Drapeaux historiques

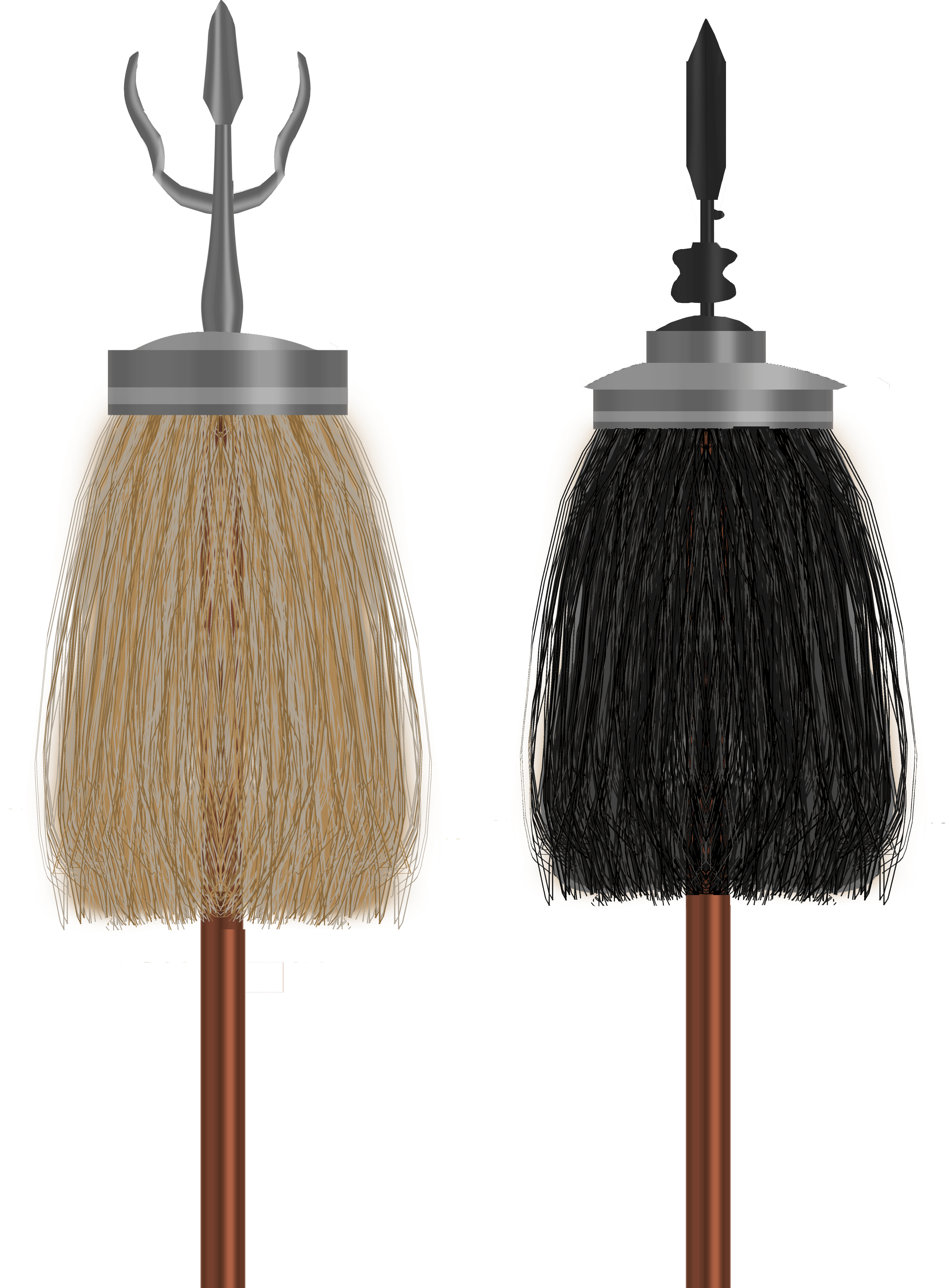
Süld (tug süld) de l’Empire Mongol
Drapeau de la Mongolie autonome (1911-1921)
Drapeau de la Mongolie autonome  (1921-1924)
Drapeau de la République populaire mongole (1924-1940)
Drapeau de la République populaire mongole (1940-1945)
Drapeau de la République populaire mongole (1945-1992)
Drapeau de la Mongolie (1992-2011)
Drapeau du Comité national olympique de Mongolie

## Couleurs

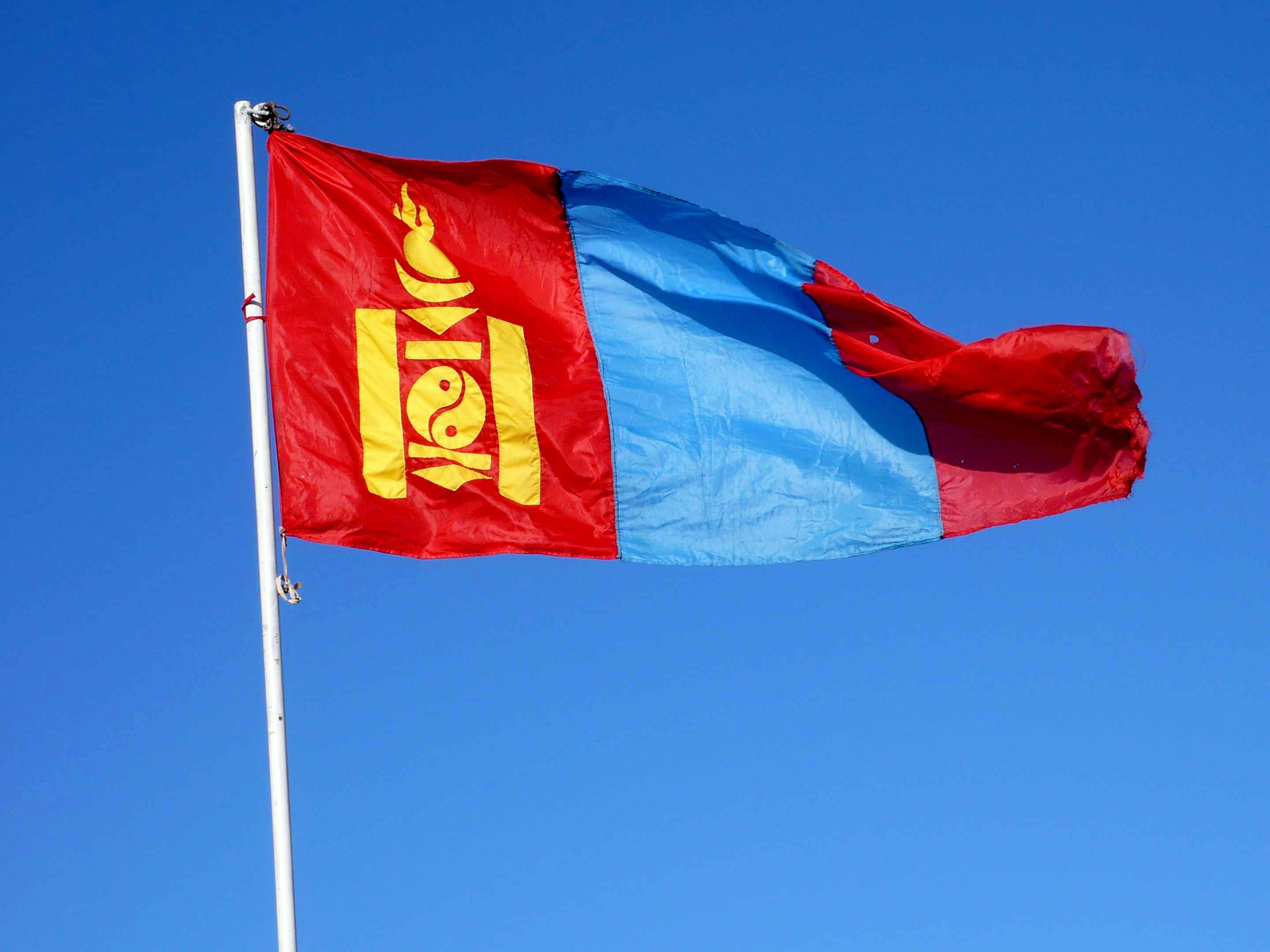
Drapeau de la Mongolie

Une nouvelle norme pour le drapeau a été adoptée en juillet 2011.
| Couleurs | Bleu       | Rouge       | Jaune      |
| -------- | ---------- | ----------- | ---------- |
| CMJN     | 100-60-0-0 | 10-100-90-0 | 0-15-100-0 |